# Jaskinia Główna w Wielkiej Skale
Jaskinia Główna w Wielkiej Skale – jaskinia w Dolinie Będkowskiej w województwie małopolskim, w powiecie krakowskim, w gminie Wielka Wieś. Jest to rejon Wyżyny Olkuskiej w obrębie Wyżyny Krakowsko-Częstochowskiej.

## Opis obiektu
Znajduje się w orograficznie lewych zboczach Doliny Będkowskiej, w zatoce między Średnikiem a Zaklętym Murem (Murem Skwirczyńskiego). Jej otwór znajduje się na skalnej półce na wysokości około 10 m nad stromym zboczem i progiem. Dojście do niego wymaga wspinaczki skalnej (III w skali polskiej). Można do jaskini dojść od dołu, z zatoki między Średnikiem i Zaklętym Murem, albo od góry podchodząc po południowej stronie Zaklętego Muru, a następnie przez Tunel Niski w Wielkiej Skale. Przy nieodpowiedniej pogodzie dojście jest nieco trudne i niebezpieczne.
Otwór jaskini ma wysokość 3 m, szerokość 2,8 m i północno-wschodnią ekspozycję. Ciągnie się za nim prosty korytarz o długości 23 m i równym, prawie poziomym dnie. Ma szerokość do 4 m i wysokość do 2 m, w części tylnej obniżającą się do 1 m. Końcowa część korytarza zablokowana jest zmieszanym z ziemią wapiennym gruzem poprzerastanym korzeniami. Jaskinia ma postać przebijającego Wielką Turnię na wylot tunelu o zablokowanym drugim otworze.
Jaskinia powstała na pionowej szczelinie w skalistych wapieniach późnojurajskich. Jest pochodzenia krasowego i powstała we freatycznej i wadycznej. Świadczą o tym kotły wirowe na jej stropie i ścianach oraz rynna boczna i rynna denna. Są nacieki w postaci żeber naciekowych pokrytych skonsolidowanym mlekiem wapiennym. Na całej długości jej dno pokrywa namulisko jaskiniowe. Jest suche, pylaste z gruzem wapiennym i wygląda na nienaruszone.
Jaskinia jest wilgotna, w głębi ciemna. Lepiej oświetlony otwór i jego pobliże porastają glony. Ze zwierząt w głębi jaskini obserwowano pająka sieciarza jaskiniowego i motyle szczerbówka ksieni i paśnik jaskiniowiec.

## Historia poznania i dokumentacji
Po raz pierwszy jaskinię wymienił S.J. Czarnowski w 1914 r. (zaznaczył ją na mapie). Kazimierz Kowalski w 1946 r. sporządził pierwszy jej plan, a w 1951 r. umieścił ją w spisie jaskiń pod nazwą Schronisko główne w Wielkiej Skale. E. Sanocka-Wołoszynowa w 1981 r. w jaskini znalazła 6 gatunków pająków. Obecny plan jaskini opracował M. Napierała w 1981 r.
W Zaklętym Murze znajdują się jeszcze inne obiekty jaskiniowe: Komin w Wielkiej Skale, Szczelina w Wielkiej Skale, Tunel Niski w Wielkiej Skale, Tunel Pośredni w Wielkiej Skale, Tunel Wysoki w Wielkiej Skale, Tunelik obok Szczeliny w Wielkiej Skale, Zaklęta Jama, Zaklęty Komin, Zaklęty Korytarzyk, Zaklęty Balkon, Zaklęta Szczelina.

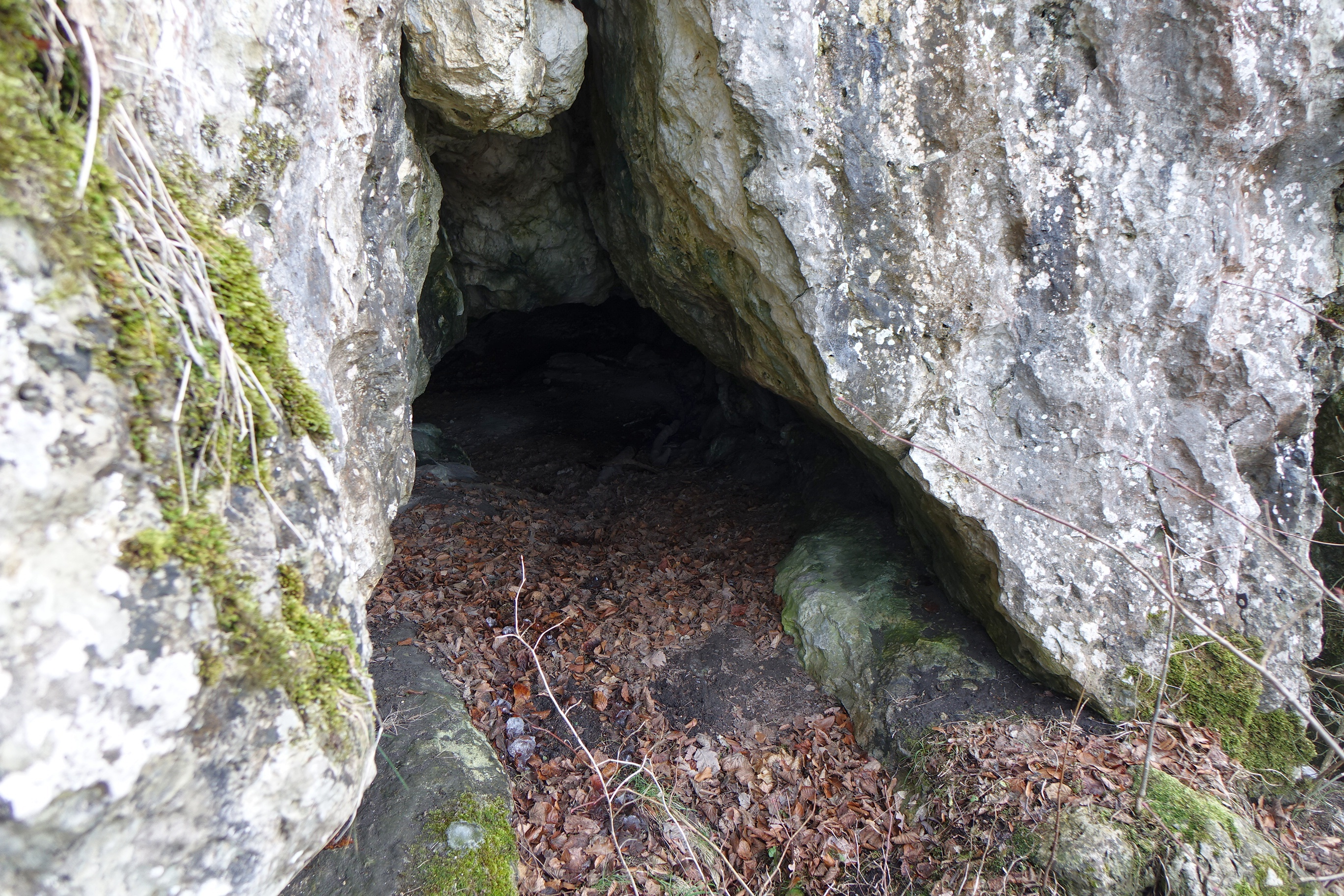
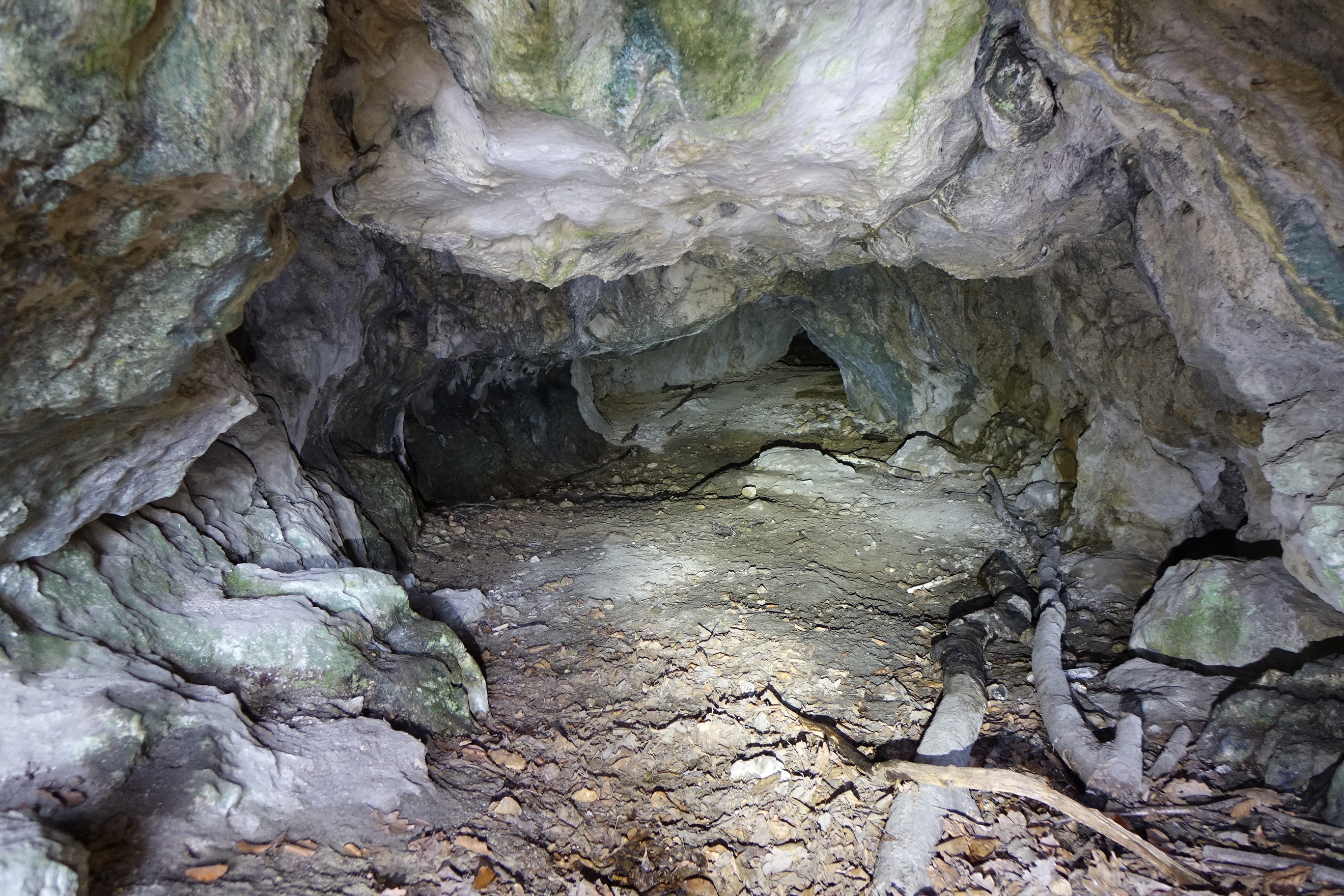
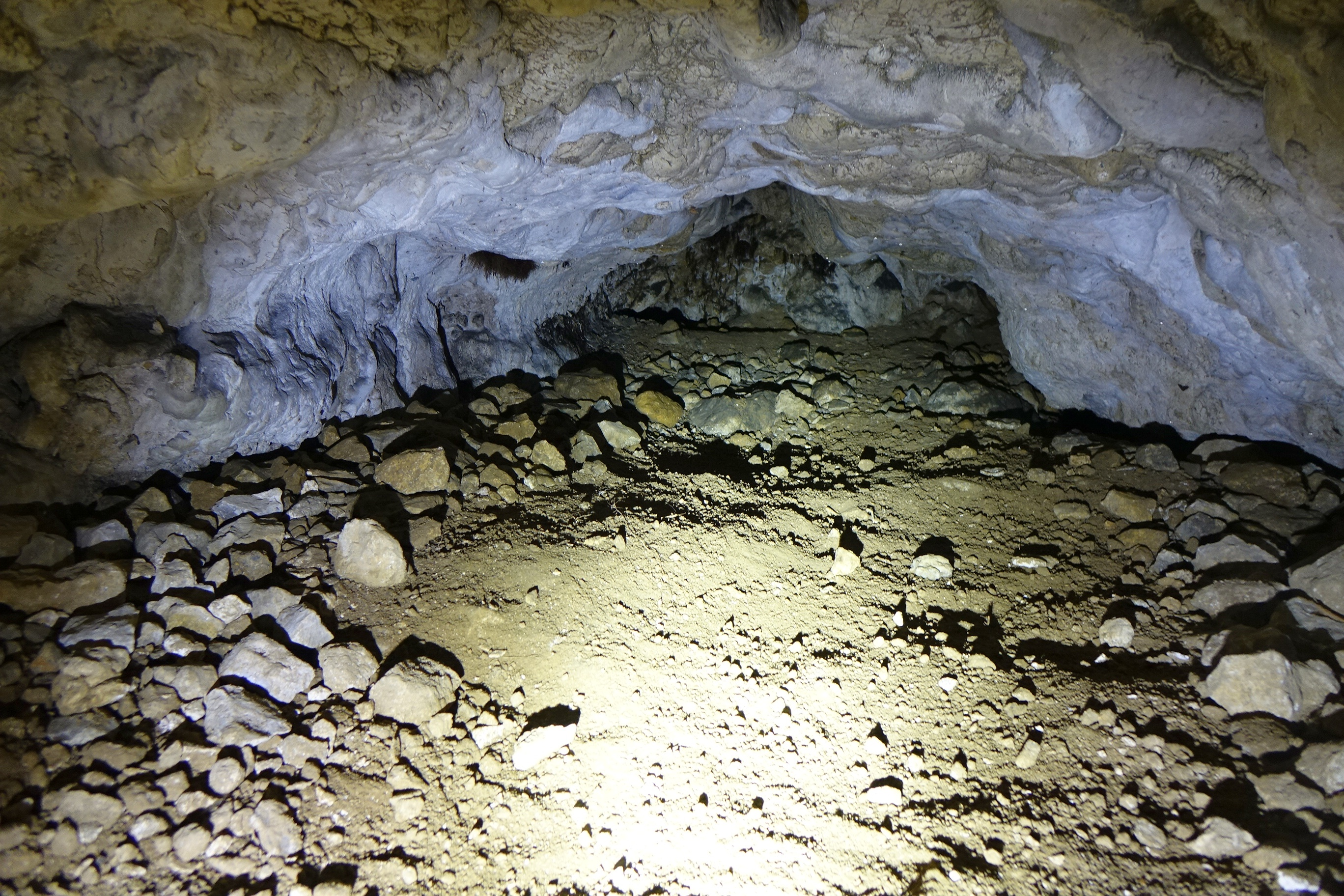
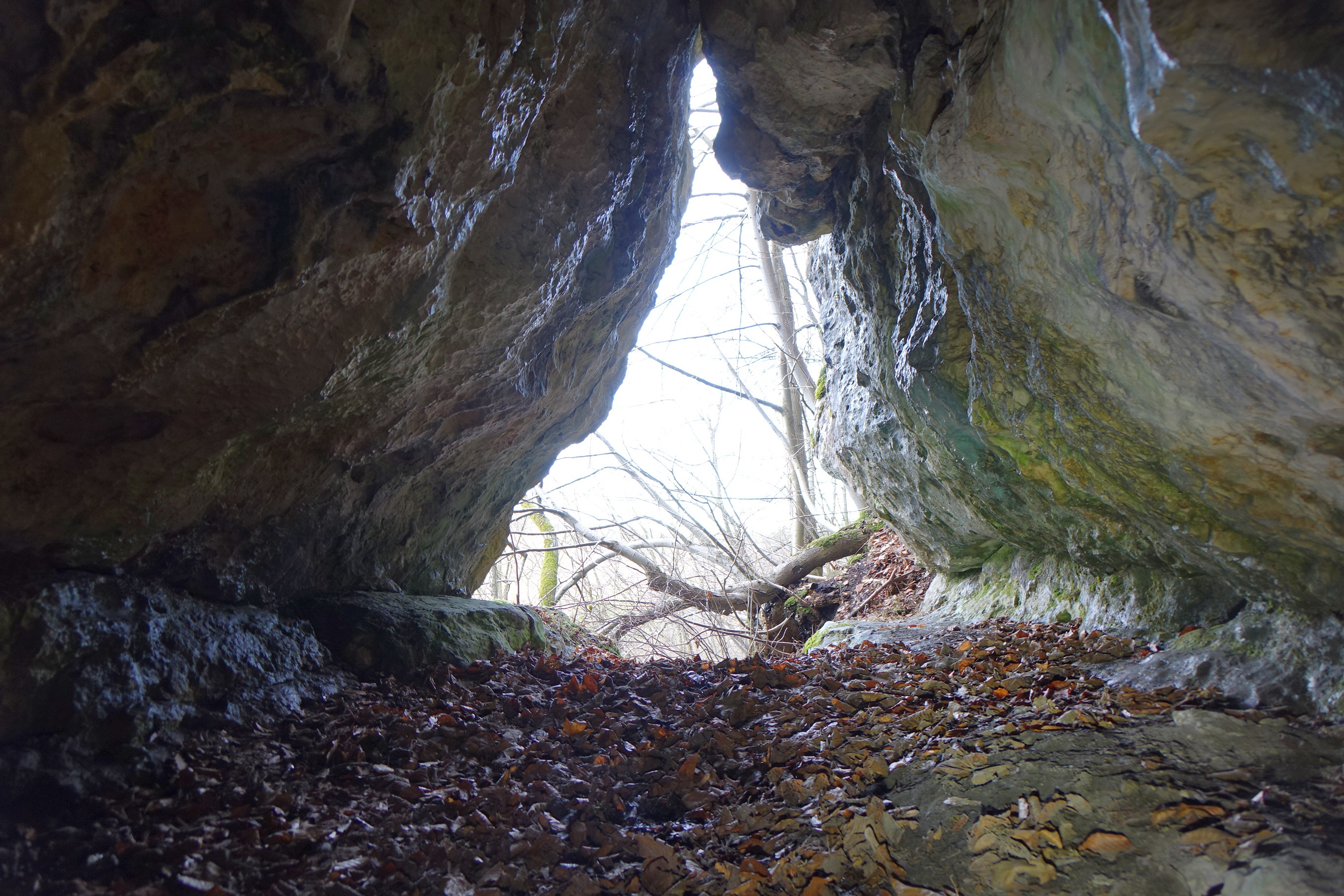
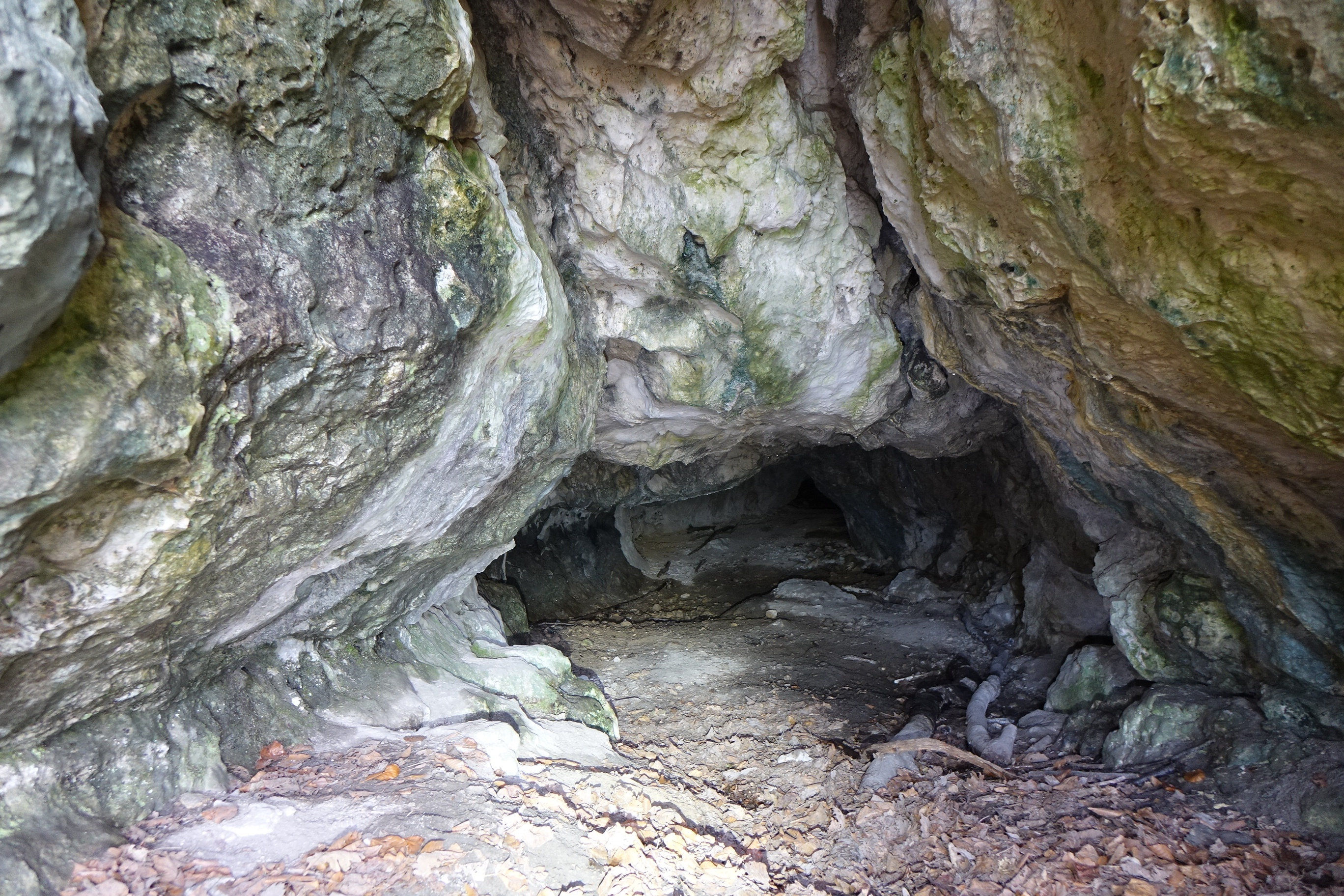